# Hoplosmia picena
Hoplosmia picena là một loài Hymenoptera trong họ Megachilidae. Loài này được Tkalcu mô tả khoa học năm 1999.